# Wiklino
Wiklino (kaszb. Wiklëno lub Biekło, niem. Beckel) – wieś w Polsce położona w województwie pomorskim, w powiecie słupskim, w gminie Redzikowo.
W latach 1975–1998 miejscowość administracyjnie należała do województwa słupskiego.

## Nazwa
Nazwa, wzmiankowana po raz pierwszy w 1281, ma pochodzenie słowiańskie i charakter dzierżawczy. Powstała przez dodanie do nazwy osobowej *Wikla (Wikiel) formantu -ino. Wyprowadzenie nazwy jako topograficznej od nazwy pospolitej wyka jest niemożliwe, ponieważ roślina ta znana jest na Pomorzu dopiero od XVIII wieku. Friedrich Lorentz odnotował formę nazwy w lokalnych gwarach słowińskich: Bjìe̯klɵ wraz z nazwami mieszkańców: Bjìe̯klȯu̯n, Bjìe̯klȯu̯nkă „wiklinianin, wiklinianka”. Niemiecka nazwa Beckel jest adaptacją fonetyczną pierwotnej nazwy słowiańskiej ze zmianą nagłosowego [v] w [b] (por. Wrocław – Breslau).
Rada Języka Kaszubskiego proponuje kaszubską formę nazwy Wiklëno.